# Václav Bartuska
Václav Bartuska (República Txeca, 14 de juliol de 1968) és un escriptor i polític txec, líder estudiantil de la Revolució de Vellut. Escriptor i diplomàtic txec. Actualment és ambaixador per a la seguretat energètica de la República Txeca i assessor de l'actual presidència sueca de la Unió Europea. El 1989 va ser un dels líders estudiantils de la Revolució de Vellut. Després de la fi del comunisme va ser elegit diputat al Parlament, on va treballar per a la dissolució de la policia secreta. El 1990 va publicar la seva primera novel·la, Polojasno, basada en la seva experiència durant la revolució, que va vendre 230.000 exemplars. Des d'aleshores s'ha dedicat paral·lelament a la política i l'escriptura en diversos països del món, entre ells els Estats Units, on va ser investigador visitant a la Universitat de Colúmbia.